# Polveroso
Polveroso (in corso U Pulverosu) è un comune francese di 41 abitanti situato nel dipartimento dell'Alta Corsica nella regione della Corsica.

## Società

### Evoluzione demografica
Abitanti censiti